# دی‌سدیم گلوتامات
دی‌سدیم گلوتامات (به انگلیسی: Disodium glutamate) با فرمول شیمیایی C۵H۷NNa۲O۴ یک ترکیب شیمیایی با شناسه پاب‌کم ۹۷۹۴۱۱۶ است. که جرم مولی آن ۱۹۱٫۰۹ g/mol می‌باشد. 